# Криотрон
Криотрон — управляемое активное сопротивление, использующее в своей работе явление зависимости температуры, при которой возникает сверхпроводимость, от величины напряженности магнитного поля.
Криотрон состоит из сверхпроводящего стержня (например, танталового), помещенного в сосуд с жидким гелием и окружённого проволочной обмоткой управления (например, ниобиевой). Путём изменения тока по обмотке управления можно изменять напряжённость магнитного поля и переводить токопроводящий стержень из сверхпроводящего состояния в нормальное и обратно, изменяя таким образом его сопротивление нелинейным образом.
Преимуществами криотрона являются малые габариты, очень малая мощность управления, высокая скорость переключения (2⋅10−9 с), простота устройства. Недостатками криотрона являются необходимость в глубоком охлаждении и относительно малая выходная мощность. Благодаря своим преимуществам криотроны используются в электронно-вычислительной технике. 